# Ted Lindsay Award
Der Ted Lindsay Award (bis 29. April 2010 Lester B. Pearson Award) ist eine Eishockey-Auszeichnung in der National Hockey League, die seit 1971 durch die Spielergewerkschaft National Hockey League Players’ Association NHLPA an den wertvollsten Spieler in der regulären Saison verliehen wird. Im Gegensatz zur Hart Memorial Trophy, mit der bereits seit 1924 der MVP der Liga ausgezeichnet wird, werden die Preisträger nicht von Journalisten, sondern von den Spielern selbst gewählt.
Die Trophäe wurde bei der Einführung nach Lester B. Pearson, von 1963 bis 1968 Premierminister Kanadas und 1957 Träger des Friedensnobelpreises, benannt. Am 29. April 2010 erfolgte die Umbenennung in Ted Lindsay Award. Ted Lindsay war als Spieler maßgeblich an der Gründung der NHLPA beteiligt.

## Gewinner

### Ted Lindsay Award
| Jahr | Spieler              | Team                  |
| ---- | -------------------- | --------------------- |
| 2025 | Nikita Kutscherow    | Tampa Bay Lightning   |
| 2024 | Nathan MacKinnon     | Colorado Avalanche    |
| 2023 | Connor McDavid       | Edmonton Oilers       |
| 2022 | Auston Matthews      | Toronto Maple Leafs   |
| 2021 | Connor McDavid       | Edmonton Oilers       |
| 2020 | Leon Draisaitl       | Edmonton Oilers       |
| 2019 | Nikita Kutscherow    | Tampa Bay Lightning   |
| 2018 | Connor McDavid       | Edmonton Oilers       |
| 2017 | Connor McDavid       | Edmonton Oilers       |
| 2016 | Patrick Kane         | Chicago Blackhawks    |
| 2015 | Carey Price          | Canadiens de Montréal |
| 2014 | Sidney Crosby        | Pittsburgh Penguins   |
| 2013 | Sidney Crosby        | Pittsburgh Penguins   |
| 2012 | Jewgeni Malkin       | Pittsburgh Penguins   |
| 2011 | Daniel Sedin         | Vancouver Canucks     |
| 2010 | Alexander Owetschkin | Washington Capitals   |

### Lester B. Pearson Award
| Jahr | Spieler               | Team                  |
| ---- | --------------------- | --------------------- |
| 2009 | Alexander Owetschkin  | Washington Capitals   |
| 2008 | Alexander Owetschkin  | Washington Capitals   |
| 2007 | Sidney Crosby         | Pittsburgh Penguins   |
| 2006 | Jaromír Jágr          | New York Rangers      |
| 2005 | Saison wurde abgesagt | Saison wurde abgesagt |
| 2004 | Martin St. Louis      | Tampa Bay Lightning   |
| 2003 | Markus Näslund        | Vancouver Canucks     |
| 2002 | Jarome Iginla         | Calgary Flames        |
| 2001 | Joe Sakic             | Colorado Avalanche    |
| 2000 | Jaromír Jágr          | Pittsburgh Penguins   |
| 1999 | Jaromír Jágr          | Pittsburgh Penguins   |
| 1998 | Dominik Hašek         | Buffalo Sabres        |
| 1997 | Dominik Hašek         | Buffalo Sabres        |
| 1996 | Mario Lemieux         | Pittsburgh Penguins   |
| 1995 | Eric Lindros          | Philadelphia Flyers   |
| 1994 | Sergei Fjodorow       | Detroit Red Wings     |
| 1993 | Mario Lemieux         | Pittsburgh Penguins   |
| 1992 | Mark Messier          | New York Rangers      |
| 1991 | Brett Hull            | St. Louis Blues       |
| 1990 | Mark Messier          | Edmonton Oilers       |
| 1989 | Steve Yzerman         | Detroit Red Wings     |
| 1988 | Mario Lemieux         | Pittsburgh Penguins   |
| 1987 | Wayne Gretzky         | Edmonton Oilers       |
| 1986 | Mario Lemieux         | Pittsburgh Penguins   |
| 1985 | Wayne Gretzky         | Edmonton Oilers       |
| 1984 | Wayne Gretzky         | Edmonton Oilers       |
| 1983 | Wayne Gretzky         | Edmonton Oilers       |
| 1982 | Wayne Gretzky         | Edmonton Oilers       |
| 1981 | Mike Liut             | St. Louis Blues       |
| 1980 | Marcel Dionne         | Los Angeles Kings     |
| 1979 | Marcel Dionne         | Los Angeles Kings     |
| 1978 | Guy Lafleur           | Montréal Canadiens    |
| 1977 | Guy Lafleur           | Montréal Canadiens    |
| 1976 | Guy Lafleur           | Montréal Canadiens    |
| 1975 | Bobby Orr             | Boston Bruins         |
| 1974 | Bobby Clarke          | Philadelphia Flyers   |
| 1973 | Phil Esposito         | Boston Bruins         |
| 1972 | Jean Ratelle          | New York Rangers      |
| 1971 | Phil Esposito         | Boston Bruins         |